# Entre vinos hablaos
Entre vinos hablaos es el título de la novela escrita por Olga Luján, publicado en febrero de 2021, sobre un hecho real sucedido durante la época de la Guerra civil española. Una novela histórica que incluye datos biográficos de familiares de la autora.

## Sinopsis
Entre vinos hablaos se desarrolla durante la Guerra Civil Española, es una novela histórica que cuenta hechos reales sucedidos entre los años 1930 y 1940, una revisión de la historia de España desde la visión de la autora que cuenta hechos sucedidos en su familia, su abuelo y bisabuelo son biografiados en el hecho central que estructura la trama del libro. La autora, Olga Luján, se adentra en la historia de su familia para contar el entorno histórico y la vida de esa época en los pueblos españoles.

## Historia
Entre vinos hablaos es un título con el que la autora, Olga Luján, homenajea a su abuelo Flores Luján, que solía decir “te invito a un vino hablao, amigo” porque prefería tomar vinos acompañado de amigos conversando.
El suceso real de un hecho en la vida del abuelo de Olga Luján inicia la trama que desgrana la novela, el escenario es Calera y Chozas , y pueblos de su comarca junto con Madrid Guerra Civil Española, se acompañan de las descripciones de la vida en los pueblos españoles, la vida de los ricos y la vida de los pobres en cada pueblo, la vida de las mujeres de la época, todo enmarcado en un escenario histórico narrado con fidelidad en la investigación realizada por la autora.
Con el título, además de hacer un homenaje a su abuelo la autora expresa su solidaridad con el debate, el conversar, la palabra en ambiente de amistad, una visión imparcial de los hechos, tanto los familiares como los históricos. La mirada de esta autora que se convirtió en escritora en 2002 cuando una enfermedad derivó en una ceguera que le llevó a dedicarse a su afición preferida las letras, las artes, las historias. Así, Olga Luján escribe para firmar sus escritos: “cuenta la leyenda que las letras al nacer solo encontraron sonidos. Más tarde, buscando sentido formaron las palabras. Ahora yo, jugando a ser su celestina, las uno entre sí y ellas, a cambio, me cuentan historias”.